# Creazzo
Creazzo – miejscowość i gmina we Włoszech, w regionie Wenecja Euganejska, w prowincji Vicenza.
Według danych na rok 2004 gminę zamieszkiwały 10 093 osoby, 1009,3 os./km².